# Даниель Мартин
Даниель Мартин (исп. Daniel Martín, настоящее имя Хосе Мартинес (исп. José Martínez); 12 мая 1935, Картахена, Испания — 28 сентября 2009, Сарагоса, Испания) — испанский актёр.

## Биография
Родился в Картахене. Изучал актёрское мастерство в театральной школе в Барселоне. Первой серьёзной ролью Даниеля Мартина в кино стала роль Рафаэля в фильме "Тарантос" (исп. Los Tarantos, 1963). Яркое атлетическое телосложение и мужественная внешность актёра привлекала многих режиссёров. За следующие десять лет Даниель Мартин снимался в многочисленных спагетти-вестернах: «За пригоршню долларов», «Последний из могикан (1965)», «Ункас». Также участвовал в международных кинопроектах — «Наш человек из Рио», «Охота за золотом» и др. С 1970 по 1980 снимался в телесериалах, исполнял роли в фильмах знаменитых испанских режиссёров — Хуана Антонио Бардема («Конец недели», 1977) и Висенте Аранда («Смена пола», 1977). В 1990-е годы активно работал в организации по защите прав актёров и исполнителей AISGE. После продолжительной болезни на 75-м году жизни Даниель Мартин скончался в своём поместье под Сарагосой.

## Фильмография
| Год       |   | Русское название                 | Оригинальное название                 | Роль             |
| --------- | - | -------------------------------- | ------------------------------------- | ---------------- |
| 1962      | ф | Меч короля                       | La Spada del Cid                      |                  |
| 1963      | ф | Дуэль в Техасе                   | Duello nel Texas                      | Мануэль Мартинес |
| 1963      | ф | Тарантос                         | Los Tarantos                          | Рафаэль          |
| 1964      | ф | За пригоршню долларов            | Per un pugno di dollari               | Джулиан          |
| 1965      | ф | Они называют его Гринго          | Sie nannten ihn Gringo                | Гринго           |
| 1965      | ф | Последний из могикан             | Der letzte Mohikaner                  | Ункас            |
| 1966      | ф | Семь великолепных с револьверами | Sette magnifiche pistole              | Слим             |
| 1967      | ф | Смерть на орбите                 | ...4 ...3 ...2 ...1 ...morte          | Капитан Флиппер  |
| 1968      | ф | Лас-Вегас, 500 миллионов         | Las Vegas, 500 millones               | Мэрино           |
| 1969—1972 | с | Перси Стюарт                     | Percy Stuart                          |                  |
| 1970      | ф | Банда трёх хризантем             | La banda de los tres crisantemos      | Фрэнк            |
| 1971      | ф | Стреляй сразу, мальчик!          | Anda muchacho, spara!                 | Минер            |
| 1971      | ф | Чёрный красавчик                 | Black Beauty                          | Лейтенант        |
| 1971      | ф | Река плохого человека            | Bad Man's River                       | Фолс Монтеро     |
| 1972      | ф | Охота за золотом                 | La caza del oro                       | Хосе             |
| 1972      | ф | Возвращение одинокого Клинта     | Il ritorno di Clint il solitario      | Слим             |
| 1973      | ф | Полиция закон исполняет          | La polizia incrimina la legge assolve | Рико             |
| 1973      | ф | Склеп живого мертвеца            | La tumba de la isla maldita           |                  |
| 1974      | ф | Белый клык                       | Zanna Bianca                          | Чарли            |
| 1975      | ф | Поцелуй дьявола                  | La endemoniada                        | Уильям Грант     |
| 1977      | ф | Конец недели                     | El Puente                             |                  |
| 1977      | ф | Смена пола                       | Cambio de sexo                        | Pedro            |
| 1991      | ф | Реквием по Гранаде               | Requiem por Granada                   | Фернандариас     |